# Gare de Bülach
La gare de Bülach (en allemand : Bahnhof Bülach) est une gare située à Bülach, dans le canton de Zurich. Elle est située à la jonction des lignes Winterthur - Coblence et Oerlikon - Bülach des Chemins de fer fédéraux suisses,.
Bülach est un exemple de Keilbahnhof ("gare de bifurcation" en français) : les quais 1 à 3 sont situés sur la ligne Oerlikon - Bülach à l'ouest de la gare, tandis que les quais 4 à 6 sont situés sur la ligne Winterthur - Koblenz, à l'est. Les deux lignes se rejoignent immédiatement au nord de la gare.

## Service des voyageurs

### Desserte
- RegioExpress[5] (RE) et RER zurichois[6], lignes S3, S9, S36 et S41.